# کارل اویمیت
کارل اویمیت (انگلیسی: Karl Ouimette؛ زادهٔ ۱۸ ژوئن ۱۹۹۲) بازیکن فوتبال اهل کانادا است.
از باشگاه‌هایی که در آن بازی کرده‌است می‌توان به باشگاه فوتبال مونترال و باشگاه فوتبال نیویورک رد بولز اشاره کرد.
وی همچنین در تیم‌های ملی فوتبال Canada men's national under-17 soccer team, Canada men's national under-20 soccer team، و کانادا بازی کرده‌است.